# Elecciones presidenciales de Argelia de 2004
Las elecciones presidenciales de Argelia se llevaron a cabo el 8 de abril de 2004. El presidente Abdelaziz Buteflika, que anteriormente se había presentado como candidato del Frente de Liberación Nacional, se presentó por la Agrupación Nacional para la Democracia, siendo apoyado por una facción disidiente del FLN, y obteniendo un segundo mandato con el 85% de los votos.

## Observación electoral
Alrededor de 130 observadores electorales de distintos países y organizaciones acudieron para vigilar el proceso electoral. Procedían de organismos tales como la Liga Árabe, la Unión Africana, la Organización para la Seguridad y la Cooperación en Europa y la ONU. El portavoz de la OSCE dijo que su delegación no había detectado señales de fraude electoral, y que aunque la elección no había sido perfecta, había sido muy limpia para la región, y había "representado claramente la opinión del pueblo argelino".
Sin embargo, un grupo étnico, el pueblo cabilio, boicoteó la elección, y solo el 10% de la población cabilia en Argelia presentó su voto.

## Resultados
| Candidato                          | Partido                                   | Votos      | %    |
| ---------------------------------- | ----------------------------------------- | ---------- | ---- |
| Abdelaziz Bouteflika               | Agrupación Nacional para la Democracia    | 8,651,723  | 85.0 |
| Ali Benflis                        | Frente de Liberación Nacional             | 653,951    | 6.4  |
| Abdallah Djaballah                 | Movimiento por la Reforma Nacional        | 511,526    | 5.0  |
| Saïd Saadi                         | Agrupación por la Cultura y la Democracia | 197,111    | 1.9  |
| Louisa Hanoune                     | Partido de los Trabajadores               | 101,630    | 1.0  |
| Ali Fawzi Rebaine                  | Ahd 54                                    | 63,761     | 0.6  |
| Votos en blanco/anulados           | Votos en blanco/anulados                  | 329,075    | –    |
| Total                              | Total                                     | 10,508,777 | 100  |
| Votantes registrados/participación | Votantes registrados/participación        | 18,097,255 | 58.1 |
| Fuente: IFES                       |                                           |            |      |